# Marco Flavio Vitelio Seleuco
Marco Flavio Vitelio Seleuco (en latín: Marcus Flavius Vitellius Seleucus) fue un político romano que vivió en el siglo III.
A través de diplomas militares, que están fechados, entre otras cosas, el 7 de enero y el 29 de noviembre de 221, está documentado que Vitelio Seleuco fue junto con Cayo Vetio Grato Sabiniano cónsul ordinario en 221.
Puede ser idéntico al usurpador Seleuco mencionado por Polemio Silvio.